# 사나이 세계
"사나이 세계"는 1969년 공개된 대한민국의 영화이다.

## 배역
- 박노식
- 고은아
- 황승진
- 허장강
- 이빈화
- 오지명
- 송해
- 최인숙
- 백일섭
- 김순철
- 트위스트 김
- 이향
- 최삼
- 김웅
- 황백
- 김천만
- 강계식
- 임해림
- 지계순
- 추봉
- 최무웅